# Gayanthika Abeyrathne
Gayanthika Artigala Thushari Abeyratne (singhalesisch ගයන්තිකා ආටිගල තුෂාරි අබේරත්න; * 23. Dezember 1986 in Sooriyawewa) ist eine sri-lankische Leichtathletin, die sich auf den Mittelstreckenlauf spezialisiert hat. Sie ist aktuelle Inhaberin der Landesrekorde über 800, 1500 und 5000 Meter und wurde 2018 Hallenasienmeisterin über 1500 Meter. Zudem siegte sie 2017 über diese Distanz bei den Asian Indoor & Martial Arts Games.

## Sportliche Laufbahn
Erstmals trat Gayanthika Abeyrathne bei den Asienspielen 2014 in Incheon international in Erscheinung. Dort gelangte sie über 800 Meter auf den achten Platz. 2015 wurde sie bei den Asienmeisterschaften in Wuhan Sechste und bei den Militärweltspielen im südkoreanischen Mungyeong schied sie über 1500 Meter im Vorlauf aus. 2016 gewann sie bei den Südasienspielen in Guwahati die Silbermedaillen über 800 und 1500 Meter. 2017 stellte sie einen neuen sri-lankischen Rekord auf und gewann bei den Asienmeisterschaften in Bhubaneswar die Silbermedaille hinter ihrer Landsfrau Nimali Liyanarachchi. Zuvor belegte sie bei den Crosslauf-Weltmeisterschaften in Kampala Rang 66. Anfang September gewann sie bei den Asian Indoor & Martial Arts Games in Aşgabat die Goldmedaille über 800 Meter.
2018 nahm sie an den Hallenasienmeisterschaften in Teheran teil und belegte dort in 2:11,20 min Platz vier über 800 Meter und einen Tag später gewann sie die Goldmedaille über 1500 Meter in 4:26,83 min. Anfang April nahm sie an den Commonwealth Games im australischen Gold Coast teil und schied dort bereits in der ersten Runde aus. Ende August nahm sie erneut an den Asienspielen in Jakarta teil und belegte dort in 2:05,50 min Platz sechs über 800 Meter. Im Jahr darauf wurde sie bei den Asienmeisterschaften in Doha in 2:05,74 min Vierte im 800-Meter-Lauf und erreichte über 1500 Meter in 4:24,42 min Rang elf. Mitte Oktober erreichte sie bei den Militärweltspielen in Wuhan in 2:11,08 min Rang acht über 800 Meter und wurde über 1500 Meter in 4:40,06 min 13. Zudem gelangte sie mit der sri-lankischen 4-mal-400-Meter-Staffel in 3:43,33 min auf den fünften Platz. Im Dezember siegte sie bei den Südasienspielen in Kathmandu in 3:41,10 min mit der Staffel und gewann über 800 Meter in 2:08,52 min die Silbermedaille hinter ihrer Landsfrau Dilshi Kumarasinghe und klassierte sich über 1500 Meter in 4:36,34 min auf dem vierten Platz. 2022 schied sie bei den Weltmeisterschaften in Eugene mit 2:02,35 min in der ersten Runde über 800 Meter aus und anschließend kam sie bei den Commonwealth Games in Birmingham mit 2:01,20 min und 4:16,97 min jeweils nicht über den Vorlauf über 800 und 1500 Meter hinaus.
2023 gewann sie bei den Asienmeisterschaften in Bangkok in 4:14,39 min die Bronzemedaille über 1500 Meter hinter den Japanerinnen Nozomi Tanaka und Yume Gotō und auch über 800 Meter sicherte sie sich in 2:03,25 min die Bronzemedaille hinter ihrer Landsfrau Tharushi Karunarathna und KM. Chanda aus Indien. Im Oktober belegte sie bei den Asienspielen in Hangzhou in 4:18,77 min den vierten Platz über 1500 Meter und gelangte über 800 Meter mit 2:05,87 min auf Rang acht.
In den Jahren 2013 und 2017 sowie von 2020 bis 2023 wurde Abeyrathne sri-Lankische Meisterin im 1500-Meter-Lauf sowie 2014 und 2017 und 2022 und 2023 über 800 Meter. 2021 siegte sie auch im 5000-Meter-Lauf.

## Persönliche Bestleistungen
- 400 Meter: 55,62 s, 12. August 2014 in Colombo
- 800 Meter: 2:01,20 min, 2. August 2022 in Birmingham
  - 800 Meter (Halle): 2:05,12, 20. September 2017 in Aşgabat
- 1500 Meter: 4:09,12 min, 30. Oktober 2021 in Colombo (sri-lankischer Rekord)
  - 1500 Meter (Halle): 4:26,83 min, 3. Februar 2018 in Teheran (sri-lankischer Rekord)
- 5000 Meter: 15:55,84 min, 31. Oktober 2021 in Colombo (sri-lankischer Rekord)